# Doctor Who: Series 5 (саундтрек)
Саундтрек к пятому сезону британского научно-фантастического телесериала «Доктор Кто» был выпущен лейблом Silva Screen Records и представлял собой набор из двух дисков, содержащий 63 композиции авторства Мюррея Голда. Он стал вторым набором из двух дисков, выпущенный лейблом для «Доктора Кто» (первым был официальный саундтрек спецвыпусков 2008—2010 гг.). По словам Голда предыдущий «двойной» альбом стал очень популярным, поэтому Silva Screen решил выпустить ещё один. Все треки были расставлены в том порядке, в котором они появляются в сериале, чтобы «создать ощущение полёта сквозь всё это огромное пространство».

## Список треков
| Диск                   | №  | Название                            | Эпизод                                    | Время |
| ---------------------- | -- | ----------------------------------- | ----------------------------------------- | ----- |
| 1                      | 1  | «Doctor Who XI» (главная тема)      | Все эпизоды                               | 1:04  |
| 1                      | 2  | «Down to Earth»                     | «Одиннадцатый час»                        | 1:06  |
| 1                      | 3  | «Little Amy»                        | «Одиннадцатый час»                        | 1:45  |
| 1                      | 4  | «Fish Custard»                      | «Одиннадцатый час»                        | 2:00  |
| 1                      | 5  | «Can I Come with You?»              | «Одиннадцатый час»                        | 1:38  |
| 1                      | 6  | «Little Amy: The Apple»             | «Одиннадцатый час»                        | 1:12  |
| 1                      | 7  | «The Sun’s Gone Wibbly»             | «Одиннадцатый час»                        | 2:25  |
| 1                      | 8  | «Zero»                              | «Одиннадцатый час»                        | 1:42  |
| 1                      | 9  | «I Am the Doctor»                   | «Одиннадцатый час»                        | 4:04  |
| 1                      | 10 | «The Mad Man with a Box»            | «Одиннадцатый час»                        | 2:11  |
| 1                      | 11 | «Amy in the TARDIS»                 | «Одиннадцатый час»                        | 4:18  |
| 1                      | 12 | «The Beast Below»                   | «Зверь внизу»                             | 1:50  |
| 1                      | 13 | «Amy’s Theme»                       | «Зверь внизу»                             | 2:06  |
| 1                      | 14 | «A Lonely Decision»                 | «Зверь внизу»                             | 3:24  |
| 1                      | 15 | «A Tyrannical Menace»               | «Победа далеков»                          | 2:03  |
| 1                      | 16 | «Victory of the Daleks»             | «Победа далеков»                          | 1:13  |
| 1                      | 17 | «Battle in the Sky»                 | «Победа далеков»                          | 3:25  |
| 1                      | 18 | «River’s Path»                      | «Время ангелов» / «Плоть и камень»        | 1:16  |
| 1                      | 19 | «The Time of Angels»                | «Время ангелов» / «Плоть и камень»        | 3:59  |
| 1                      | 20 | «I Offer You My Daughter»           | «Вампиры Венеции»                         | 1:38  |
| 1                      | 21 | «Chicken Casanova»                  | «Вампиры Венеции»                         | 1:24  |
| 1                      | 22 | «Signora Rosanna Calvierri»         | «Вампиры Венеции»                         | 4:25  |
| 1                      | 23 | «Cab for Amy Pond»                  | «Вампиры Венеции»                         | 2:08  |
| 1                      | 24 | «The Vampires of Venice»            | «Вампиры Венеции»                         | 4:50  |
| 1                      | 25 | «Wedded Bliss»                      | «Выбор Эми»                               | 1:07  |
| 1                      | 26 | «This Is the Dream»                 | «Выбор Эми»                               | 2:55  |
| 1                      | 27 | «Rio de Cwmtaff»                    | «Голодная Земля» / «Холодная кровь»       | 4:03  |
| 1                      | 28 | «The Silurians»                     | «Голодная Земля» / «Холодная кровь»       | 2:02  |
| 2                      | 1  | «Paint»                             | «Винсент и Доктор»                        | 0:35  |
| 2                      | 2  | «Vincent»                           | «Винсент и Доктор»                        | 2:00  |
| 2                      | 3  | «Hidden Treasures»                  | «Винсент и Доктор»                        | 1:01  |
| 2                      | 4  | «A Troubled Man»                    | «Винсент и Доктор»                        | 2:30  |
| 2                      | 5  | «With Love, Vincent»                | «Винсент и Доктор»                        | 3:27  |
| 2                      | 6  | «Adrift in the TARDIS»              | «Квартирант»                              | 0:45  |
| 2                      | 7  | «Friends and Neighbours»            | «Квартирант»                              | 1:16  |
| 2                      | 8  | «Doctor Gastronomy»                 | «Квартирант»                              | 1:08  |
| 2                      | 9  | «You Must Like It Here»             | «Квартирант»                              | 0:52  |
| 2                      | 10 | «A Useful Striker»                  | «Квартирант»                              | 1:33  |
| 2                      | 11 | «A Painful Exchange»                | «Квартирант»                              | 1:11  |
| 2                      | 12 | «Kiss the Girl»                     | «Квартирант»                              | 5:14  |
| 2                      | 13 | «Thank You Craig»                   | «Квартирант»                              | 0:45  |
| 2                      | 14 | «River Runs Through It»             | «Пандорика открывается» / «Большой взрыв» | 1:28  |
| 2                      | 15 | «Away on Horseback»                 | «Пандорика открывается» / «Большой взрыв» | 1:25  |
| 2                      | 16 | «Beneath Stonehenge»                | «Пандорика открывается» / «Большой взрыв» | 3:45  |
| 2                      | 17 | «Who Else Is Coming»                | «Пандорика открывается» / «Большой взрыв» | 1:52  |
| 2                      | 18 | «Amy and Rory»                      | «Пандорика открывается» / «Большой взрыв» | 0:46  |
| 2                      | 19 | «The Pandorica»                     | «Пандорика открывается» / «Большой взрыв» | 2:00  |
| 2                      | 20 | «Words Win Wars»                    | «Пандорика открывается» / «Большой взрыв» | 1:48  |
| 2                      | 21 | «The Life and Death of Amy Pond»    | «Пандорика открывается» / «Большой взрыв» | 3:12  |
| 2                      | 22 | «Amy’s Starless Life»               | «Пандорика открывается» / «Большой взрыв» | 1:41  |
| 2                      | 23 | «Into the Museum»                   | «Пандорика открывается» / «Большой взрыв» | 1:17  |
| 2                      | 24 | «This Is Where It Gets Complicated» | «Пандорика открывается» / «Большой взрыв» | 1:08  |
| 2                      | 25 | «Roman Paradox»                     | «Пандорика открывается» / «Большой взрыв» | 1:22  |
| 2                      | 26 | «The Patient Centurion»             | «Пандорика открывается» / «Большой взрыв» | 2:49  |
| 2                      | 27 | «The Same Sonic»                    | «Пандорика открывается» / «Большой взрыв» | 0:54  |
| 2                      | 28 | «Honey I’m Home»                    | «Пандорика открывается» / «Большой взрыв» | 2:13  |
| 2                      | 29 | «The Perfect Prison»                | «Пандорика открывается» / «Большой взрыв» | 2:41  |
| 2                      | 30 | «A River of Tears»                  | «Пандорика открывается» / «Большой взрыв» | 1:00  |
| 2                      | 31 | «The Sad Man with a Box»            | «Пандорика открывается» / «Большой взрыв» | 3:18  |
| 2                      | 32 | «You and Me, Amy»                   | «Пандорика открывается» / «Большой взрыв» | 2:27  |
| 2                      | 33 | «The Big Day»                       | «Пандорика открывается» / «Большой взрыв» | 2:20  |
| 2                      | 34 | «I Remember You»                    | «Пандорика открывается» / «Большой взрыв» | 1:53  |
| 2                      | 35 | «Onwards!»                          | «Пандорика открывается» / «Большой взрыв» | 0:58  |
| эксклюзив iTunes Store | 36 | «Emotions Get the Better of Him»    | «Победа далеков»                          | 4:36  |
| эксклюзив iTunes Store | 37 | «Impossible Choice»                 | «Зверь внизу»                             | 3:36  |